# Hy Averback
Hy Averback est un réalisateur, acteur et producteur américain né le 21 octobre 1920 à Minneapolis, Minnesota (États-Unis), mort le 14 octobre 1997 à Los Angeles (Californie).

## Filmographie

### comme réalisateur
- 1957 : The Real McCoys (en) (série télévisée)
- 1961 : The Dick Powell Show (en) (série télévisée)
- 1964 : The Rogues (en) (série télévisée)
- 1966 : La Chambre des horreurs (Chamber of Horrors)
- 1968 : Que faisiez-vous quand les lumières se sont éteintes ? (Where Were You When the Lights Went Out ?)
- 1968 : Le Baiser papillon (I Love You, Alice B. Toklas!)
- 1969 : Le Plus Grand des hold-up (The Great Bank Robbery)
- 1970 : Trois Réservistes en java (Suppose They Gave a War and Nobody Came?)
- 1971 : Eddie (TV)
- 1971 : The Chicago Teddy Bears (en) (série télévisée)
- 1971 : Columbo : Plein Cadre (Suitable for Framing) (série télévisée)
- 1972 : The Don Rickles Show (en) (série télévisée)
- 1972 : Mash (série télévisée) 20 épisodes (entre 1972 et 1982)
- 1973 : Columbo : Le Spécialiste (A Stitch in Crime) (série télévisée)
- 1973 : Le Retour de Topper (Topper Returns) (TV)
- 1973 : Keep an Eye on Denise (TV)
- 1973 : Needles and Pins (en) (série télévisée)
- 1974 : Moe and Joe (TV)
- 1974 : Deux cent dollars plus les frais (The Rockford Files) (série télévisée)
- 1975 : Big Eddie (en) (série télévisée)
- 1976 : Popi (en) (série télévisée)
- 1976 : Los Angeles, années 30 (City of Angels) (série télévisée)
- 1976 : Richie Brockelman: The Missing 24 Hours (TV)
- 1977 : The Love Boat II (it) (TV)
- 1977 : The Magnificent Magical Magnet of Santa Mesa (it) (TV)
- 1977 : The Rubber Gun Squad (TV)
- 1978 : The New Maverick (en) (TV)
- 1978 : A Guide for the Married Woman (TV)
- 1978 : Pearl (en) (feuilleton TV)
- 1979 : Shérif, fais-moi peur (The Dukes of Hazzard) (série télévisée)
- 1979 : The Night Rider (TV)
- 1979 : House Calls (en) (série télévisée)
- 1981 : Des filles canon (en) (She's in the Army Now) (TV)
- 1981 : The Girl, the Gold Watch & Dynamite (en) (TV)
- 1982 : Matt Houston (Matt Houston) (série télévisée)
- 1983 : Venice Medical (en) (TV)
- 1984 : The Four Seasons (série télévisée)
- 1984 : Où sont les mecs ? (Where the Boys Are)
- 1986 : The Last Precinct (série télévisée)

### comme acteur
- 1948 : Because of Eve (en) : Narrateur
- 1951 : L'Implacable (Cry Danger) de Robert Parrish : Harry, Bookie
- 1952 : Our Miss Brooks (série télévisée) : M.. Romero (1956)
- 1954 : Meet Corliss Archer (en) (série télévisée) : Narrateur
- 1955 : Francis dans la marine (Francis in the Navy) d'Arthur Lubin : Prescott
- 1955 : The Benny Goodman Story de Valentine Davies : Willard Alexander
- 1957 : Four Girls in Town (en) de Jack Sher : Bob Trapp
- 1967 : Comment réussir dans les affaires sans vraiment essayer (How to Succeed in Business Without Really Trying) de David Swift : le 2d jeune cadre
- 1968 : Que faisiez-vous quand les lumières se sont éteintes ? (Where Were You When the Lights Went Out ?)
- 1968 : Le Baiser papillon (I Love You, Alice B. Toklas!) : Rabbin dirigeant la cérémonie de mariage

### comme producteur
- 1962 : Ensign O'Toole (série télévisée)
- 1966 : La Chambre des horreurs (Chamber of Horrors)
- 1971 : The Chicago Teddy Bears (en) (série télévisée)
- 1972 : The Don Rickles Show (en) (série télévisée)
- 1975 : Big Eddie (en) (série télévisée)
- 1977 : The Magnificent Magical Magnet of Santa Mesa (en) (TV)
- 1979 : Brothers and Sisters (série télévisée)